# Dolorita Fuchs-Gerber
Dolorita Fuchs-Gerber (* 29. April 1968 in Rorbas als Dolorita Gerber) ist eine ehemalige Schweizer Duathletin, Triathletin, mehrfache Europameisterin (1994, 1995, 1997), Ironman-Siegerin (1999) und vielfache Schweizermeisterin.

## Werdegang
In ihrer Jugend war Dolorita Gerber als Schwimmerin aktiv.
Sie startete 1986 bei ihrem ersten Triathlon. 1989 wurde sie Schweizermeisterin Duathlon und konnte diesen Erfolg bis 2001 noch weitere acht Mal wiederholen. 
1994, 1995 und 1997 wurde sie Duathlon-Europameisterin.
Ende des Jahres 2004 erklärte Dolorita Fuchs-Gerber nach 18 Jahren Leistungssport ihren Rücktritt.

## Sportliche Erfolge
| Datum/Jahr    | Rang | Wettbewerb                                      | Austragungsort | Zeit     | Bemerkung                                                        |
| ------------- | ---- | ----------------------------------------------- | -------------- | -------- | ---------------------------------------------------------------- |
| 10. Aug. 2003 | 4    | Schweizer Triathlon-Meisterschaften             | Nyon           |          |                                                                  |
| 2003          | 4    | Züri Triathlon                                  | Zürich         |          | [ 2 ]                                                            |
| 2000          | 1    | Uster Triathlon                                 | Uster          | 02:14.37 | Siegerin auf der Kurzdistanz                                     |
| 1999          | DNF  | Ironman Hawaii                                  | Hawaii         | –        | [ 4 ]                                                            |
| 1999          | 1    | Ironman Switzerland                             | Zürich         |          |                                                                  |
| 1992          | 22   | Ironman Hawaii                                  | Hawaii         |          |                                                                  |
| 1992          | 10   | Ironman Europe                                  | Roth           |          |                                                                  |
| 1992          | 1    | Uster Triathlon                                 | Uster          |          | Kurzdistanz                                                      |
| 1992          | 1    | Schweizer Triathlon-Meisterschaften             | Schweiz        |          |                                                                  |
| 1990          | 1    | Schweizer Triathlon-Meisterschaften             | Schweiz        |          |                                                                  |
| 1989          | 1    | Schweizer Triathlon-Meisterschaften             | Schweiz        |          |                                                                  |
| 28. Aug. 1988 | 1    | Uster Triathlon                                 | Uster          | 02:05:08 | Kurzdistanz (1,2 km Schwimmen, 40 km Radfahren und 12 km Laufen) |
| 1988          | 2    | European Triathlon Short Distance Championships | Venedig        |          | Triathlon-Vize-Europameisterin auf der Kurzdistanz               |
| 1988          | 1    | Schweizer Triathlon-Meisterschaften             | Schweiz        |          |                                                                  |
| 1987          | 1    | Schweizer Triathlon-Meisterschaften             | Schweiz        |          |                                                                  |

| Datum/Jahr    | Rang | Wettbewerb                            | Austragungsort     | Zeit     | Bemerkung                                                                  |
| ------------- | ---- | ------------------------------------- | ------------------ | -------- | -------------------------------------------------------------------------- |
| 31. Aug. 2003 | 11   | ITU Duathlon World Championships      | Affoltern am Albis | 02:20:26 |                                                                            |
| 12. Nov. 2000 | 2    | Powerman Duathlon World Championships | Pretoria           | 02:55:45 | 10 km Laufen, 60 km Radfahren und 10 km Laufen                             |
| 2001          | 1    | Schweizer Duathlon-Meisterschaften    | Aadorf             |          | Schweizer Meisterin Duathlon                                               |
| 8. Okt. 2000  | 10   | ITU Duathlon World Championships      | Calais             | 02:06:56 | hinter der Britin Stephanie Forrester                                      |
| 7. Mai 2000   | 1    | Powerman Holland                      | Venray             | 03:05:21 |                                                                            |
| 2000          | 1    | Schweizer Duathlon-Meisterschaften    | Affoltern am Albis |          | Schweizer Meisterin Duathlon                                               |
| 4. Juli 1999  | 1    | Powerman Austria                      | Weyer              | 03:36:59 | Siegerin vor der Ungarin Erika Csomor                                      |
| 1999          | 1    | Schweizer Duathlon-Meisterschaften    | Wald               |          | Schweizer Meisterin Duathlon                                               |
| 1999          | 1    | Powerman Holland                      | Venray             |          |                                                                            |
| 23. Aug. 1998 | 3    | ITU Duathlon World Championships      | St. Wendel         | 02:11:12 |                                                                            |
| 9. Aug. 1998  | 1    | Schweizer Duathlon-Meisterschaften    | Mühlethurnen       |          | Schweizer Meisterin Duathlon                                               |
| 22. Juni 1997 | 1    | Powerman Austria                      | Weyer              | 03:38:16 | [ 7 ]                                                                      |
| 1997          | 1    | ETU Duathlon European Championships   |                    |          | Duathlon-Europameisterin                                                   |
| 1997          | 1    | Schweizer Duathlon-Meisterschaften    | Mühlethurnen       |          | Schweizermeisterin Duathlon (7 km Laufen, 35 km Radfahren und 5 km Laufen) |
| 1995          | 1    | ETU Duathlon European Championships   | Veszprém           |          | Duathlon-Europameisterin                                                   |
| 1994          | 1    | ETU Duathlon European Championships   |                    |          | Duathlon-Europameisterin                                                   |
| 1993          | 1    | Schweizer Duathlon-Meisterschaften    | Schweiz            |          | Schweizer Meisterin Duathlon                                               |
| 1991          | 1    | Schweizer Duathlon-Meisterschaften    | Schweiz            |          | Schweizer Meisterin Duathlon                                               |
| 1990          | 1    | Schweizer Duathlon-Meisterschaften    | Schweiz            |          | Schweizermeisterin Duathlon                                                |
| 1989          | 1    | Schweizer Duathlon-Meisterschaften    | Schweiz            |          | Schweizermeisterin Duathlon                                                |

(DNF – Did Not Finish)